# 克拉斯诺波利耶农村居民点
克拉斯诺波利耶农村居民点（俄语：Краснопольское сельское поселение）是俄罗斯联邦伏尔加格勒州涅哈耶夫斯卡亚区所属的一个农村居民点。其下辖有1个居民点，行政中心为克拉斯诺波利耶。据2016年统计，该农村居民点的人口为378人。